# Diluição geométrica
A diluição geométrica é uma forma de garantir que pequenas quantidades de pó, geralmente fármacos potentes, sejam homogeneamente diluídas em toda a mistura.
A diluição geométrica é, por isso, o método mais comum de obtenção de misturas de dois ou mais componentes, devido à baixa probabilidade de erro.